# Architektura i urbanistyka Reykjavíku
Na terenie Wielkiego Reykjavíku – zespołu stołecznego Islandii – mieszka 65% populacji kraju. Dlatego też jego architektura jest odzwierciedleniem budownictwa całego kraju. Głównymi cechami architektury Reykjavíku jest prostota i skromność. Przez lata wpływało na nią budownictwo norweskie i duńskie, dopiero w XX wieku pojawiły się próby tworzenia stylu narodowego. W Reykjavíku znajduje się większość dzieł architektury Islandii, zwłaszcza tej nowoczesnej. Warto też nadmienić, że od 2002 roku działa w Reykjavíku szkoła architektury na poziomie licencjackim.

## Początki osadnictwa i średniowiecze
Według XII-wiecznej Księgi o Zasiedleniu stałe osadnictwo na terenie aktualnego Reykjavíku zaczęło się już w około 871 roku, a od 874 roku miało ono charakter stały i zorganizowany. Ówczesna osada nie przekraczała kilku setek mieszkańców a podstawą ich bytu były: hodowla, rybołówstwo oraz na małą skalę rolnictwo. Przez całe średniowiecze na Islandii dominowały domy budowane z ziemi, których pierwowzory pochodzą z macierzystego kraju osadników – Norwegii. Domy z X wieku, które odkryto na terenie Reykjavíku charakteryzowały się grubymi (do 2 m) ścianami oraz stosunkowo podłużnym kształtem (do 20 m długości). Domy te były zazwyczaj jednoizbowe, choć można było się spotkać z niewielkimi aneksami. Konstrukcja domów była zazwyczaj wzmacniana kamieniem. Ze względu na niedobór drewna używano go oszczędnie, głównie jako elementów więźby dachowej lub konstrukcji. Niemniej jednak nieliczne zachowane detale pozwalają stwierdzić o wysokim poziomie kunsztu ciesielskiego i snycerskiego.
W XIV wieku skromne plany domów uległy wzbogaceniu, wprowadzono podziały na mniejsze pomieszczenia a rozwój systemu feudalnego wprowadził zróżnicowanie w wielkości i jakości poszczególnych domów. W tym samym czasie zaczął się powoli rozwijać handel, co skutkowało wznoszeniem prostych, często tymczasowych budynków handlowych i składowych.

## Miejscowość na prawach miejskich, XVIII-XIX wiek
Od drugiej połowy XVIII wieku miasto zaczęło bardziej zdynamizowany rozwój. W 1751 dzięki duńskiemu gubernatorowi Skúli Magnússonowi zainicjowano program budowy manufaktur, w tym głównie warsztatów tkackich. Na terenie Reykjavíku wzniesiono 16 budynków. Niestety program ten zakończył się fiaskiem, a budynki sprzedano. Niemniej jednak próba ta przyczyniła się do ożywienia gospodarczego i rozwoju handlu, oraz przesądziło o lokacji mającego powstać miasta: pomiędzy brzegiem Zatoki Faxa a stawem Tjörnin, które to połączyła pierwsza ulica tego miasta. W 1786 roku miejscowość licząca 300 mieszkańców uzyskała prawa miejskie. Rozpoczęto też budowę niewielkich obiektów użyteczności publicznej takich jak katedry, szkoły czy więzienie. Ciągle rozwijający się od tego czasu Reykjavík w połowie XIX wieku był ośrodkiem administracyjnym, handlowym i kulturalnym kraju. Do miasta, w poszukiwaniu pracy w rybołówstwie i handlu, zaczęli sprowadzać się mieszkańcy innych części Islandii. W 1836 roku powołano Radę Miasta, a w 1839 Komisję Budowlaną, która odtąd zajmowała się sprawami planowania i zabudowy.
W połowie XVIII wieku zaczęto budować w Reykjavíku pierwsze domy z kamienia, których przykładem jest powstałe w latach 1759-1770 więzienie, przebudowane w 1815 na rezydencję gubernatora. Aktualnie znajduje się w nim siedziba premiera i rządu Islandii, a budynek zachował pierwotny wygląd.
Ale to budowa parlamentu w latach 1879-1881 stała się przełomem w zakresie konstrukcji kamiennych. Był to pierwszy tak duży budynek z kamienia w Islandii. Po jego powstaniu rozpowszechniło się budownictwo kamienne, które nie było darzone zaufaniem z powodu wysokiego kosztu, niskiej jakości oraz dużych problemów z izolacją przeciw wilgoci.
Tradycyjne domy z ziemi wznoszono aż do końca XIX wieku kiedy to zabroniono ich budowy. Również w drugiej połowie XIX wieku upowszechniły się domy drewniane, które pod koniec stulecia zaczęto okładać importowanymi z Anglii płytami z blachy falistej często malowanej na rozmaite kolory co nadawało oryginalnego wyglądu wielu ulicom miasta.
W pierwszych latach XX wieku w Reykjavíku stawiano wiele importowanych z Norwegii domów drewnianych według gotowych projektów, które były również naśladowane przez miejscowych budowniczych.
Po wielkim pożarze w Reykjavíku w 1915 roku zabroniono wznoszenia drewnianych domów w gęstej zabudowie.

## Stolica Islandii, dynamiczny rozwój na początku XX wieku
W roku 1904 Reykjavík został stolicą autonomicznej Islandii. Liczba mieszkańców zaczęła dynamicznie rosnąć i już w 1920 roku liczyła ona 17500 mieszkańców (7300 w 1902 roku) i nadal rosła. Miasto, jednak, rozrastało się w tylko częściowo kontrolowany sposób. Mimo tego udało się zachować regularny układ ulic. Również infrastruktura miasta systematycznie się rozwijała, a w pewnym momencie powołano architekta – doradcę rządowego i zaczęto interesować się zagranicznymi opracowaniami urbanistycznymi jak na przykład koncepcją miasta ogrodu.
Od 1910 roku rozpoczęła się dominacja konstrukcji betonowych. Właśnie na początku ery betonu i żelbetu rozpoczynał karierę najwybitniejszy w dziejach Islandii architekt – Guðjón Samúelsson. W jego projektach znajdowały się elementy stylów historycznych (zwłaszcza neogotyku) i secesji, a także modernizmu. Rozwinął i udoskonalił indywidualne podejście do projektowania szukając islandzikiego stylu narodowego. W okresie międzywojennym przyjął się jednak styl międzynarodowy. W wielu przypadkach bryła i elewacje miały charakrer modernistyczny, wnętrza natomiast były projektowane według tradycyjnych wzorców
W związku z dynamicznym rozwojem zaistniała potrzeba uregulowania rozwoju planowego. Wreszcie, w 1927 roku Rada Miasta zatwierdziła pierwszy plan zagospodarowania przestrzennego Reykjavíku. Ustalono w nich ortogonalne siatki ulic nowo powstałych dzielnic oraz niską, zuniformizowaną zabudowę. Były to wolnostojące, jedno- lub dwurodzinne domy, a także zabudowa szeregowa i kwartałowa, ale przy zachowaniu odległości pomiędzy budynkami. Nie udało się uporządkować istniejącej zabudowy (co wymagałoby wielu wyburzeń), ale niezabudowane dotąd tereny zostały zagospodarowane zgodnie z planem.
Po 1940 roku Reykjavík zaczął się rozwijać w błyskawicznym tempie. Wojsko brytyjskie zajmujące miasto podczas drugiej wojny światowej wybudowało lotnisko które usprawniło komunikację i przyspieszyło rozwój miasta i całego kraju. Miasto, ograniczone od strony północnej przez zatokę Faxa rozwijało się w pozostałych kierunkach. W 1955 zaczęto budowę bloków mieszkalnych o wysokości 8-12 kondygnacji. W części wschodniej powstała strefa przemysłowo-usługowa. Równocześnie rozwijały się administracyjnie niezależne od Reykjavíku miasta, bezpośrednio z nim sąsiadujące.
W okresie powojennym większemu zróżnicowaniu uległa zabudowa mieszkaniowa w Reykjavíku, pojawiła się np. kulkupiętrowa zabudowa wielorodzinna, powstał zespół 12-kondygnacyjnych bloków mieszkalnych zaprojektowany w duchu corbusierowskim. Pod koniec XX wieku powstały ważne obiekty użyteczności publicznej takie jak ratusz, sąd, muzea.

## Koniec XX wieku i dziś
W latach 30 XX wieku precyzyjne plany o długim horyzoncie czasowym nie spełniały oczekiwań szybko rozwijającego się miasta, wprowadzono więc plany o krótszym horyzoncie czasowym które podlegały częstym rewizjom. W 1973 roku wybrane budynki zabytkowe zaczęto wpisywać do rejestru zabytków i obejmować ochroną konserwatorską. W ostatnich latach organizowane są konkursy urbanistyczne na projekty zagospodarowania przestrzennego i rewitalizacji śródmieścia. Niektóre istotne inwestycje zlokalizowano poza obrębem miasta, jak międzynarodowy port lotniczy Keflavík lub elektrownia geotermalna w Nesjavellir, która zaopatruje cały zespół miejski Reykjavíku w prąd i ciepłą wodę. W ostatniej dekadzie XX wieku liczba mieszkańców przekroczyła 100 tysięcy, w 2011 osiągnęła 120 tysięcy a Wielki Reykjavík – stołeczny zespół miejski miał już 200 tys. mieszkańców, czyli ponad 60% ludności Islandii. (Drugie pod względem wielkości miasto poza Wielkim Reykjavíkiem – Akureyri – liczy 17 tys. mieszkańców.)
W okresie wielkiego boomu inwestycyjnego w pierwszych latach XXI wieku rozpoczęto wiele inwestycji komercyjnych, niestety niektóre z budów zostały przerwane z powodu recesji. Do najciekawszych ukończonych projektów należy Centrum Konferencyjno-Koncertowe Harpa (projekt: Henning Larsen Architects). Zaprojektowano tam cztery duże sale konferencyjne i koncertowe. Elewacje wykonane są z przestrzennych heksagonalnych szklanych elementów, nawiązujące do letniego światła a nieliczne barwione elementy przywołują na myśl kolory zorzy polarnej.